# 中華人民共和国農牧漁業部
中華人民共和国農牧漁業部（ちゅうかじんみんきょうわこくのうぼくぎょぎょうぶ）は、中華人民共和国国務院に属する行政部門。1982年、第5期全国人民代表大会常任委員会第23回会議で承認された行政機構改革により、農業部、農墾部、及び水産総局が合併して設立された。1988年、国務院が実施した行政機構再編により、職務範囲が拡大されたことに伴い、廃止され、新たに農業部が設置された。

## 歴任部長
- 林乎加
- 何康